# Masicera brasiliensis
Masicera brasiliensis là một loài ruồi trong họ Tachinidae.